# 肇慶戰鬥
肇慶戰鬥發生於1920年11月15日，地點則是在中國廣東肇慶。是北洋政府時期內戰之一，交戰兩方為桂軍韋榮昌及粵軍陳炯明，最後，粵軍獲勝，攻占肇慶。